# Outrage (film, 1950)
Pour les articles homonymes, voir Outrage.
Pour plus de détails, voir Fiche technique et Distribution.
Outrage est un film américain réalisé par Ida Lupino en 1950.
Son scénario traite d'un sujet particulièrement inhabituel et hardi pour l'époque : les traumatismes subis par une jeune femme, victime d'un viol.

« Les histoires préférées de Ida Lupino racontent toutes la lente cicatrisation d'une blessure. Blessure autant physique que morale. »

— Jacques Lourcelles, Dictionnaire du cinéma (Bouquins/Robert Laffont)

## Synopsis
Une jeune employée de bureau, Ann Walton, ne cesse de fuir, tel un être traqué. Violée à la veille de son mariage, elle sillonne les routes sans but précis. Une entorse à la cheville la cloue bientôt au sol et lui fait perdre connaissance. Elle est alors recueillie par un pasteur, Bruce Ferguson, qui tente de lui redonner goût à la vie. Mais, lors d'un bal de campagne, un homme l'invite à danser et cherche à l'embrasser. Elle croit revoir son agresseur d'autrefois et, à l'aide d'une clef anglaise, lui assène de terribles coups. Récupérée, elle est arrêtée. Le shérif, Charlie Hanlon, raconte à Ferguson le dur passé d'Ann. Le pasteur prend, dès lors, la défense de la jeune femme devant le juge et se porte garant de son rétablissement psychologique.

## Fiche technique
- Titre original : Outrage
- Réalisation : Ida Lupino
- Scénario : Ida Lupino, Collier Young, Malvin Wald
- Directeur artistique : Harry Horner
- Photographie : Archie Stout
- Montage : Harvey Manger
- Musique : Constantin Bakaleinikoff, Paul Sawtell
- Producteur : Collier Young
- Production : RKO-Filmmakers
- Distribution : RKO Radio Pictures
- Pays de production : États-Unis
- Langue : Anglais
- Format : 35 mm / Noir et blanc
- Durée : 75 min
- Année de production : 1950
- Date de sortie :
  - France : ressortie (9 septembre 2020)

## Distribution
- Mala Powers : Ann Walton
- Tod Andrews : Bruce Ferguson
- Robert Clarke : Jim Owens
- Raymond Bond : M. Walton
- Lilian Hamilton : Madame Walton
- Roy Engel : le shérif Charlie Hanlon
- Angela Clarke : Madge Harrison